# 파비우 비에이라
파비우 다니엘 페헤이라 비에이라 (Fábio Daniel Ferreira Vieira, 2000년 5월 30일 ~ )는 포르투갈의 축구 선수이며, FC 포르투에서 미드필더로 뛰고 있다.